# Dürrenbruch
Dürrenbruch ist ein Naturschutzgebiet in der Gemeinde Alfter im Süden Nordrhein-Westfalens. Es handelt sich um eine 7,72 Hektar große Waldfläche mit Moorbiotopen westlich von Oedekoven. Aus dem Gebiet entspringt der Katzenlochbach, die höchste Erhebung ist der Thalenberg mit 169 Metern Höhe.

## Lage
Der Dürrenbruch ist Teil des Naturparks Rheinland. Er gehört zur kleinparzellierten Privatwaldfläche Waldville. Seine Grenzen sind die Schmale Allee und die Breite Allee.

## Bedeutung
Der Dürrenbruch hat naturnahe Übergangsmoore auf einem staunassen Torfsubstrat. Angrenzend sind Birkenmoorwald und Faulbaumbüsche. An besonderen Pflanzen des Kleinmoores sind hier Wollgras, Torfmoosarten, Pfeifengras, Sumpfreitgras und Sauergräser anzutreffen. In diesem Umfeld – umgeben von einem altholzreichen Laubwaldareal – sind einige bedrohte und geschützte Tierarten beheimatet, darunter der Springfrosch, die Ringelnatter, Mittel- und Schwarzspecht.